# Christiania (Lastenräder)

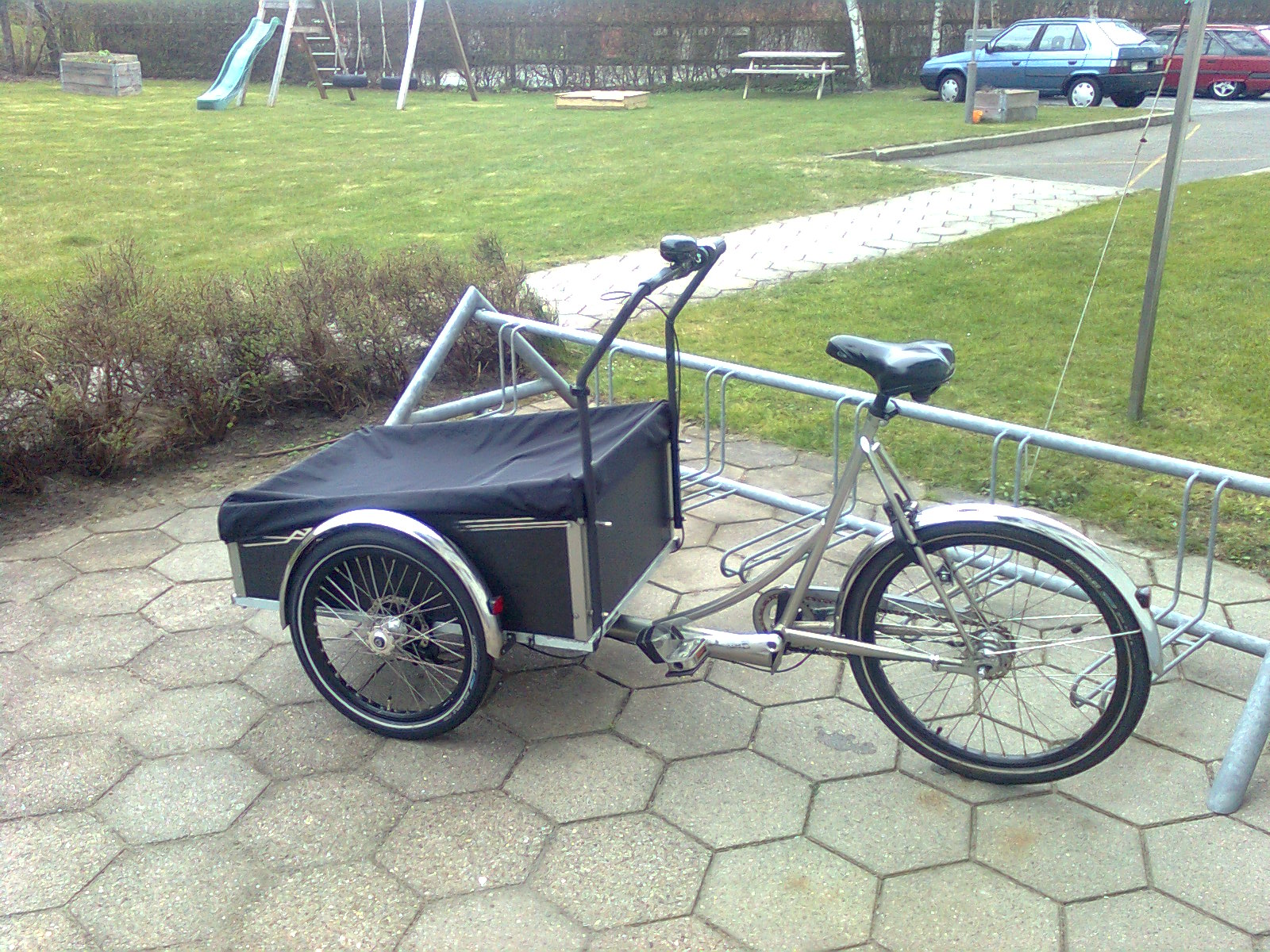
Ein Christiania Lastenrad

Christiania ist ein Hersteller  für Lastenfahrräder aus Dänemark/Bornholm.
Entstanden ist die Marke als Lars Engstrøm seiner Frau Annie Lerche zum Geburtstag Anfang der 1980er Jahre ein selbstgebautes Lastenrad schenkte. Damals lebten sie in Christiania in Kopenhagen, einem autonomen und autofreien Stadtteil, welcher den Fahrrädern den Namen gegeben hat. Das grundsätzliche Design ist bis heute unverändert. Christiania stellt ausschließlich dreirädrige Lastenräder her, die mittels Drehschemellenkung gelenkt werden. Es wird auch eine E-Motor-Unterstützung angeboten. Es werden ca. 5000 Lastenräder jährlich produziert.  

## Geschichte
- 1984 Gründung
- 1990 Umzug auf die Dänische Insel Bornholm.